# Silvia Espigado
Silvia Espigado (Berna, 26 d'agost de 1964) és una actriu espanyola, coneguda pel seu paper de Clara a la sèrie de televisió de RTVE Cuéntame cómo pasó.
Nascuda a Berna, filla d'emigrants espanyols a Suïssa. Durant la infància la seva família tornà a Espanya i s'instal·là a Estepona, a la província de Màlaga. Ja en la seva joventut es traslladà a Madrid. Estudià Art Dramàtic i començà la seva carrera artística al teatre a inicis de la dècada del 1990. Debutà a l'obra El último tranvía amb la companyia de Lina Morgan. Actuà posteriorment en altres produccions teatrals com Un marido de ida y vuelta, Pop Corn o Las trampas del azar.
La seva primera aparició a la pantalla petita va ser com a hostessa del programa Un, dos, tres... responda otra vez, durant l'etapa de Mayra Gómez Kemp. Aquesta feina li va permetre assolir papers en sèries de televisió, la primera a Compuesta y sin novio (1994), Hermanos de leche (1994), Querido maestro (1997) o Manos a la obra (1999). La marxa d'aquesta darrera sèrie el 2001 va ser per haver estat elegida per al paper de Clara a la sèrie Cuéntame cómo pasó, un personatge que interpreta des de llavors. Malgrat no participar en altres produccions, ha compaginat el seu paper a la sèrie, a vegades, amb produccions teatrals.